# Alan Hopwood Grey

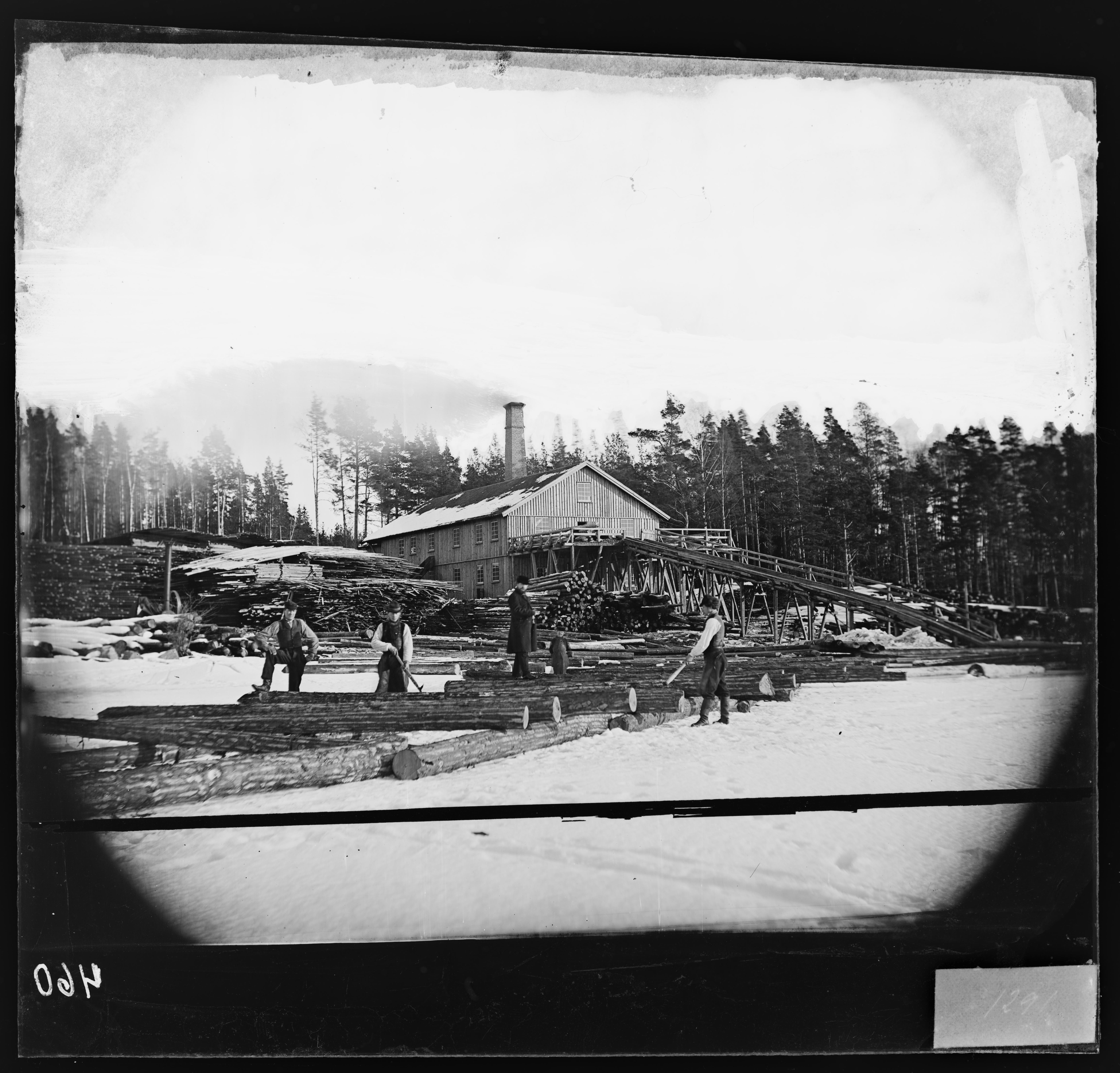
Greys sågverk på Sågudden

Alan Hopwood Grey född 1843, död 1919 i Arvika, var en brittisk  sjöofficer och sågverksägare i Arvika.
Grey bosatte sig i Arvika 1873 där han såg affärsmöjligheter i den livliga sjöfarten. Han etablerade ett ångdrivet sågverk på Såguddens västra del. Sågverket var i drift fram till 1907 och den stora tegelskorstenen till Greys sågverk revs 1911.  
Grey gifte sig med Axelia Olofsson, och fick bland andra dottern Flora Oktavia, som senare gifte sig med Walter Hülphers.